# Hadena capsophila
Hadena capsophila là một loài bướm đêm trong họ Noctuidae.